# Supersubmarina (EP)
Supersubmarina es el segundo EP del grupo español de indie rock Supersubmarina, publicado el 14 de abril de 2009 por el sello Octubre / Sony Music. El EP fue grabado en los estudios Bomtrack de Úbeda (Jaén) y producido por Óscar Clavel.
Este trabajo consolidó el estilo característico de la banda, combinando elementos del indie pop y rock alternativo con letras introspectivas y melodías pegadizas. Canciones como Supersubmarina y Ana se convirtieron en habituales en sus directos y definieron buena parte de su sonido inicial.

## Lista de canciones
| N.º | Título           | Duración |  |
| 1.  | «Supersubmarina» | 4:05     |  |
| 2.  | «Ana»            | 3:10     |  |
| 3.  | «Ola de calor»   | 4:07     |  |
| 4.  | «OCB»            | 4:39     |  |

## Créditos
Supersubmarina
- José, Chino, Marín – Voz y guitarra rítmica
- Jaime Gutiérrez – Guitarra solista y coros
- Antonio, Pope, Cabrera – Bajo
- Juan Carlos, Juanca, Gómez, – Batería